# Amar os inimigos

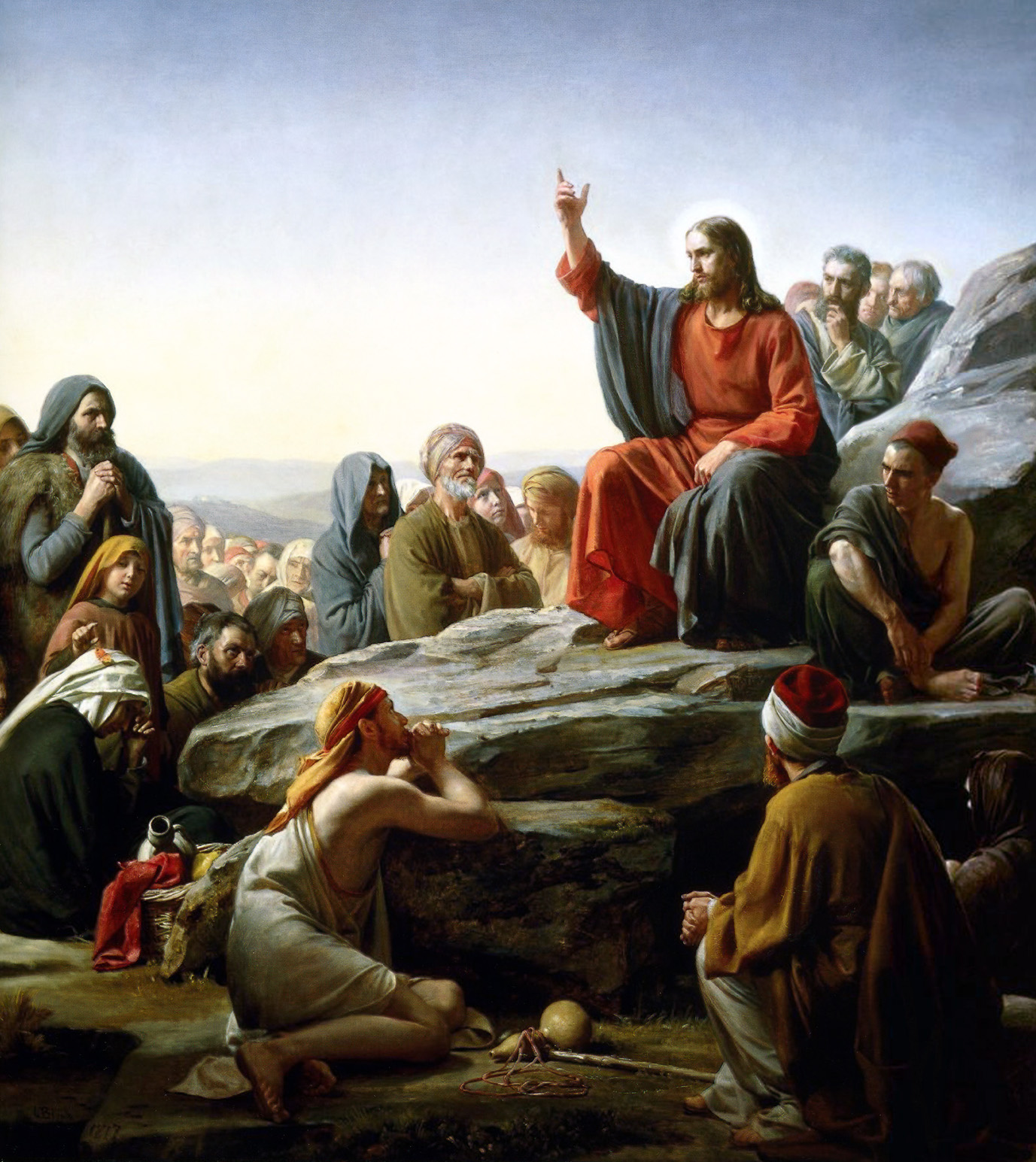
Ainda que a ideia de "amar os inimigos" seja relacionada frequentemente ao Sermão da Montanha, ela aparece não apenas em outros trechos bíblicos, mas em outras religiões anteriores e posteriores ao Cristianismo.

A ideia de amar os inimigos é recorrente em diversas religiões e se tornou, especialmente no Ocidente, conhecida através de passagens bíblicas nas quais relatam-se orientações de Jesus como «Amai a vossos inimigos, bendizei os que vos maldizem, fazei bem aos que vos odeiam, e orai pelos que vos maltratam e vos perseguem; para que sejais filhos do vosso Pai que está nos céus» (Mateus 5:43–46) A mesma ideia torna a aparecer no Evangelho de Lucas, no qual se lê: «Digo, porém, a vós que me ouvis: Amai os vossos inimigos, fazei o bem aos que vos odeiam, bendizei aos que vos maldizem, orai pelos que vos insultam.» (Lucas 6:27–28). 
Essa espécie de regra de ouro, entretanto, não aparece pela primeira vez no Novo testamento. Antes de Jesus Cristo, o rabino Hillel já pregava o amor aos inimigos e muito antes deste, Buda fez o mesmo. Deve-se notar, todavia, que ambos evangelhos citados trazem também passagens cujas interpretações podem seguir a direção oposta. Enquanto o Evangelho de Mateus traz adiante em seu capítulo 10, passagem na qual Jesus estabelece que "não veio trazer a paz, mas a espada", o Evangelho de Lucas por sua vez relata no capítulo 22 que Jesus pediu que se "venda sua capa e compre uma espada" (Lucas 22:35–36)

## Interpretações
O teólogo argentino Ariel Álvarez Valdés, que já teve problemas com o Vaticano devido a suas interpretações de textos bíblicos, afirma através de um estudo pretensamente etimológico que quando Jesus mandou amar os inimigos, não utilizou os verbos "erao", "stergo" e "fileo", mas sim o verbo "agapao". Sendo assim, o que se pediria então não é que amemos nossos inimigos do mesmo modo que amamos nossos entes queridos, mas sim apenas termos a capacidade de ajudar aqueles que nos ofenderam.

### Comentários bíblicos
A Bíblia do Peregrino observa que:
1. algumas passagens do Antigo Testamento já traziam ensinamento semelhante, tais como: Êxodo 8:25 (rezar pelos inimigos[4]), Êxodo 9:28–29, Êxodo 23:4–5, Levítico 19:17–18, I Samuel 24:18, Provérbios 25:21–22[5], e Jeremias 15:15[6] ;
2. | “ | O amor ao próximo, em particular aos inimigos, ocupa boa parte do discurso programático de Jesus. Dirige-se a todos que escutam. Embora seja formulado em imperativos, não deve ser entendido como um novo código legal para regular uma conduta em determinados casos, mas como uma expressão de um espírito que anima de dentro toda a vida cristã. A motivação não deve ser interesseira; [...]. A motivação é o exemplo de Deus Pai, que seu Filho vem revelar, para devolver sua imagem aos homens. No centro soa a regra de ouro, que outros textos e culturas formularam em termos negativos ("não faças..." Tb 4,15; Eclo 31,15 num campo muito restritivo) e Jesus exprime em forma positiva, muito mais exigente: "fazer"; porque o amor inculcado não se esgota em sentimentos (cf. Is 5,1-7). Aqui se vai à raiz da ética: fazer o bem/fazer o mal nas relações recíprocas com os outros. [...] | ” |

A Bíblia de Jerusalém observa que o aramaico seria uma língua pobre em matizes, razão pela qual a expressão "odiarás teu inimigo" poderia originalmente ter sido dita como algo mais suave, equivalente a: "Tu não tens a obrigação de amar teu inimigo". Portanto a palavra "odiarás" talvez não seja a mais adequada, razão pela qual também é sugerida a expressão "terás aversão". Como indicação da passagem do Antigo Testamento que mandaria "odiar seus inimigos", a referida Nota de rodapé sugere: Eclesiástico 12:4–7.